# Bergtjärnen (Transtrands socken, Dalarna)
Bergtjärnen är en sjö i Malung-Sälens kommun i Dalarna och ingår i Dalälvens huvudavrinningsområde. Sjön har en area på 0,0576 kvadratkilometer och ligger 584,5 meter över havet.

## Delavrinningsområde
Bergtjärnen ingår i det delavrinningsområde (677537-136648) som SMHI kallar för Ovan VDRID = Höknäsvallen i Västerdalälvens vatte*. Medelhöjden är 457 meter över havet och ytan är 28,43 kvadratkilometer. Räknas de 222 avrinningsområdena uppströms in blir den ackumulerade arean 2 661,02 kvadratkilometer. Västerdalälven som avvattnar avrinningsområdet har biflödesordning 2, vilket innebär att vattnet flödar genom totalt 2 vattendrag innan det når havet efter 435 kilometer. Avrinningsområdet består mestadels av skog (75 procent). Avrinningsområdet har 0,6 kvadratkilometer vattenytor vilket ger det en sjöprocent på 2,1 procent. Bebyggelsen i området täcker en yta av 1,38 kvadratkilometer eller 5 procent av avrinningsområdet.